# Oneness M
Oneness M é o sexto álbum de estúdio solo de Sugizo, lançado em 29 de novembro de 2017. O álbum é uma comemoração dos 20 anos de carreira do músico. Conta com colaborações de vocalistas em todas as músicas, como Kyo, Morrie, Kiyoharu, Toshi, etc. Foi lançado em duas edições: a regular e a limitada com a versão instrumental de todas as músicas.

## Visão geral
A faixa "Towa" foi escrita originalmente para o álbum A Will de Luna Sea e "PHOENIX ～HINOTORI～" foi originalmente escrita para o novo álbum de X Japan, ainda não lançado.
As letras de cada música foram escritas respectivamente por cada convidado, com exceção de "Daniela", onde as letras foram escritas por Takuro, "Meguri Aerunara", escrita por Sugizo, e "Voice", que já havia sido previamente lançada no álbum Clear, com a letra escrita por Sugizo.
Em 30 de novembro de 2017, uma previsão do videoclipe de "Voice", com Kiyoharu, foi lançada no canal oficial de Sugizo no Youtube. A versão completa foi ao ar em 1 de novembro de 2017.
Em 2019, Sugizo regravou "Hikari no Hate" com Aina the End nos vocais para ser um dos temas de encerramento de Mobile Suit Gundam. A regravação também foi lançada no álbum posterior Ai to Chōwa.

## Estilo musical
A Billboard contou que as faixas do álbuns variam entre vários gêneros musicais, entre eles techno, new wave, rock progressivo e alternativo, electro, jazz, trance, entre outros. 

## Recepção
Alcançou a vigésima terceira posição nas paradas da Oricon Albums Chart e ficou na parada por cinco semanas.

## Faixas
Todas as músicas compostas por Sugizo.
| N.º            | Título                             | Letras         | Feat.           | Duração |  |
| 1.             | "Towa" (永遠)                      | Ryuichi        | Ryuichi         | 8:15    |  |
| 2.             | "Daniela"                          | Takuro         | Yoohei Kawakami | 5:01    |  |
| 3.             | "Zessai" (絶彩)                    | Kyo            | Kyo             | 6:34    |  |
| 4.             | "Rebellmusik"                      | K Dub Shine    | K Dub Shine     | 5:34    |  |
| 5.             | "Meguri Aerunara" (巡り逢えるなら) | Sugizo         | Teru            | 5:07    |  |
| 6.             | "PHOENIX ～HINOTORI～"             | ToshI          | ToshI           | 6:33    |  |
| 7.             | "Garcia"                           | Toshi-LOW      | Toshi-LOW       | 4:48    |  |
| 8.             | "Kanjyō" (感情漂流)                | Jinsei TSUJI   | Jinsei TSUJI    | 5:17    |  |
| 9.             | "Voice"                            | Sugizo         | Kiyoharu        | 4:57    |  |
| 10.            | "Hikari no Hate" (光の涯)          | Morrie         | Morrie          | 7:53    |  |
| Duração total: | Duração total:                     | Duração total: | Duração total:  | 60:00   |  |

## Produção
- Produzido por Sugizo
- Stewart Hawks - engenheiro de masterização na edição limitada